# Stichoplastoris longistylus
Stichoplastoris longistylus är en spindelart som först beskrevs av Kraus 1955.  Stichoplastoris longistylus ingår i släktet Stichoplastoris och familjen fågelspindlar.
Artens utbredningsområde är El Salvador. Inga underarter finns listade i Catalogue of Life.